# Правило палца
У енглеском језику, израз правило палца (енгл. rule of thumb) односи се на приближну методу за обављање нечега, засновану на практичном искуству, а не на теорији. Употреба ове фразе може се пратити до 17. века и повезана је са различитим занатима где су се количине мериле поређењем са ширином или дужином палца.
Погрешна народна етимологија почела је да кружи седамдесетих година 20. века, лажно повезујући порекло израза „правило палца” са правном доктрином о насиљу у породици. Грешка се појавила у бројним правним часописима, а Комисија за грађанска права Сједињених Држава објавила је извештај о насиљу у породици под називом „Под правилом палца” (енгл. Under the Rule of Thumb) 1982. године. Уложени су напори да се обесхрабри употреба ове фразе, која се због овог лажног порекла сматрала табуом. Током деведесетих година, неколико аутора је тачно идентификовало ову лажну народну етимологију; међутим, веза са насиљем у породици и даље се наводила у неким правним изворима почетком 21. века.

## Порекло и употреба
Тачно порекло израза је неизвесно. Његово најраније појављивање у штампи (1685) потиче из постхумно објављене збирке проповеди шкотског проповедника Џејмса Дарама: „Многи исповедани хришћани су попут неразумних градитеља, који граде од ока и по правилу палца (како ми то кажемо), а не по углу и правилу.”
Израз се такође налази у делу сер Вилијама Хоупа The Compleat Fencing Master (1692): „Што чини, чини по правилу палца, а не по уметности.” Потпуна збирка шкотских пословица Џејмса Келија из 1721. године укључује: „Ниједно правило није тако добро као правило палца, ако погоди”, што значи практичну апроксимацију.
Историјски, ширина палца, или „ширина палца”, коришћена је као еквивалент инча у трговини тканином; слични изрази постојали су и на латинском и француском језику. Палац се такође користио у прављењу пива за мерење топлоте посуде за кување. Ебенезер Кобхам Бруер пише да правило палца значи „грубо мерење”. Он каже да „даме често мере дужину јарда својим палцем. Заиста, израз ’шеснаест ноктију чини јард’ изгледа да указује на нокат палца као стандард” и да „сељаци увек мере својим палцем.” Према Phrasefinder-у, „Ова фраза се придружује the whole nine yards као једна од оних које вероватно потичу из неког облика мерења, али за коју је мало вероватно да ће икада бити коначно утврђено.”

## Народна етимологија
Савремена народна етимологија тврди да израз потиче од максималне ширине штапа дозвољеног за батинање жене према енглеском општем праву, али такав закон никада није постојао.
Седамдесетих година 20. века, услед неспоразума у вези са стилском фигуром, појавила се уобичајена заблуда да је израз правило палца повезан са законски одобреним батинањем жена.

### Енглеско опште право
Савремена народна етимологија повезује фразу са насиљем у породици путем наводног правила у енглеском општем праву које је дозвољавало батинање жена под условом да је коришћено оруђе било шипка или штап не дебљи од мушког палца. Батинање жена је званично забрањено у Енглеској и Сједињеним Државама вековима, али примена закона је била недоследна, и батинање жена се наставило. Међутим, правило палца које дозвољава батинање жена никада није кодификовано у закону.
Енглески правник Вилијам Блекстон написао је крајем 18. века у својим Коментари о законима Енглеске да је, према „старом закону”, муж раније имао оправдање да користи „умерену корекцију” према својој жени, али му је било забрањено наношење озбиљних повреда; Блекстон није помињао ни палчеве ни штапове. Према Блекстону, овај обичај је био под знаком питања већ крајем 17. века, а жени је било дозвољено да тражи „заштиту мира” од насилног мужа. Један од Блекстонових извора био је правник Сер Метју Хејл који је 1674. пресудио да муж може опоменути своју жену и затворити је у кућу, али не и тући.</ref> Правни научник двадесетог века Вилијам Л. Просер написао је да „вероватно нема истине у легенди” да је мужу било дозвољено да туче своју жену „штапом не дебљим од његовог палца”.
Повезаност између палца и оруђа за насиље у породици може се пратити до 1782. године, када је енглески судија Сер Франсис Булер био исмејан због наводне изјаве да муж може тући своју жену, под условом да користи штап не шири од његовог палца.Није познато да ли се мислило на Булеров сопствени палац или мужевљев. Једна историја наводи: „Прича се да је духовита грофица сутрадан послала да затражи мере његовог палца, како би знала докле сежу права њеног мужа”. Нема записа да је Булер дао такву изјаву, али гласине су изазвале много сатиричне штампе, при чему је Булер био исмеван као „Судија Палац” у објављеним шалама и карикатурама.
У наредном веку, неколико судских одлука у Сједињеним Државама позивало се на наводну доктрину општег права за коју су судије веровале да је некада дозвољавала батинање жена оруђем мањим од палца.:41–42 Ниједан од ових судова није ту доктрину назвао правилом палца нити је подржао такво правило, али сви су дозвољавали одређени степен батинања жена све док то није доводило до озбиљних повреда.

### Сједињене Државе у 19. веку
Судска одлука из 1824. године у Мисисипију навела је да мушкарац има право да спроводи „домаћу дисциплину” ударајући своју жену бичем или штапом не ширим од судијиног палца. У каснијем случају у Северној Каролини (State v. Rhodes, 1868), оптужени је ударио своју жену „прутом величине прста”; судија је ослободио човека кривице јер је прут био мањи од палца.:41 Пресуду је потврдио врховни суд државе, иако је каснији судија изјавио:
Није тачно да муж има право да бичује своју жену. А и да има, није лако видети како је палац стандард за величину инструмента који може користити, као што су неки стари ауторитети рекли [...] Стандард је изазвани ефекат, а не начин на који је произведен, нити инструмент који је коришћен.:41–42
Године 1873, такође у Северној Каролини, судија у случају State v. Oliver пресудио је: „Претпостављамо да стара доктрина да је муж имао право да бичује своју жену, под условом да користи прут не већи од свог палца, није закон у Северној Каролини”.:42 Ова два последња случаја цитирао је правни научник Бирн Стедман када је 1917. у чланку у правном часопису написао да је „старо правило општег права” дозвољавало мужу да користи „умерено лично кажњавање своје жене” све док користи „прут не већи од свог палца”.
До краја 19. века, већина америчких држава је забранила батинање жена; неке су имале строге казне као што је четрдесет удараца бичем или затвор за преступнике.:40 Иако се у деловима Сједињених Држава уобичајено веровало да је мушкарцу законски дозвољено да туче своју жену штапом не ширим од палца, то веровање није имало никакве везе са изразом правило палца све док се седамдесетих година 20. века није појавио неспоразум.:43–44

### Феминистички препород у 20. веку
У 20. веку, јавна забринутост због проблема насиља у породици је прво опала, а затим се поново појавила заједно са оживљеним феминистичким покретом седамдесетих година. Прва забележена веза између батинања жена и израза правило палца појавила се 1976. године, у извештају о насиљу у породици активисткиње за женска права Дел Мартин: 
На пример, доктрина општег права је измењена да би се мужу дозволило 'право да бичује своју жену, под условом да користи прут не већи од свог палца'—такорећи, правило палца.

Иако се чини да је Мартинова израз правило палца употребила само као стилску фигуру, неке феминистичке ауторке су га третирале као дословну референцу на ранији закон.:43 Следеће године, у књизи о злостављаним женама је наведено: 
Један од разлога због којих су британске супруге у деветнаестом веку биле тако грубо третиране од стране својих мужева и њиховог правног система било је 'правило палца'. У британско опште право био је укључен одељак који је регулисао батинање жена [...] Нови закон је прописивао да разуман инструмент буде само 'шипка не дебља од његовог палца'. Другим речима, батинање жена је било легално.
Упркос овом погрешном тумачењу општег права (које је скуп судских принципа, а не писани закон са појединачним одељцима), лажна правна доктрина „правила палца” убрзо је поменута у бројним правним часописима. Мит је поновљен у извештају Комисије за грађанска права Сједињених Држава из 1982. године о насиљу у породици под називом „Под правилом палца”, као и у каснијем извештају Сената Сједињених Држава о Закону о насиљу над женама.
Крајем 20. века, уложени су напори да се обесхрабри употреба израза правило палца, који се због овог лажног порекла сматрао табуом. Патриша Т. О'Конер, бивша уредница New York Times Book Review, описала га је као „један од најупорнијих митова политичке коректности”. Током деведесетих година, неколико аутора је писало о лажној етимологији правила палца, укључујући професора енглеског језика Хенри Ансгар Кели и конзервативну друштвену критичарку Кристина Хоф Сомерс, која је описала његово порекло као неспоразум Блекстоновог коментара. Ипак, мит се задржао у неким правним изворима и почетком 21. века.